# Ozopteryx basalis
Ozopteryx basalis là một loài bướm đêm trong họ Noctuidae.